# Schirmfabrik Brauer

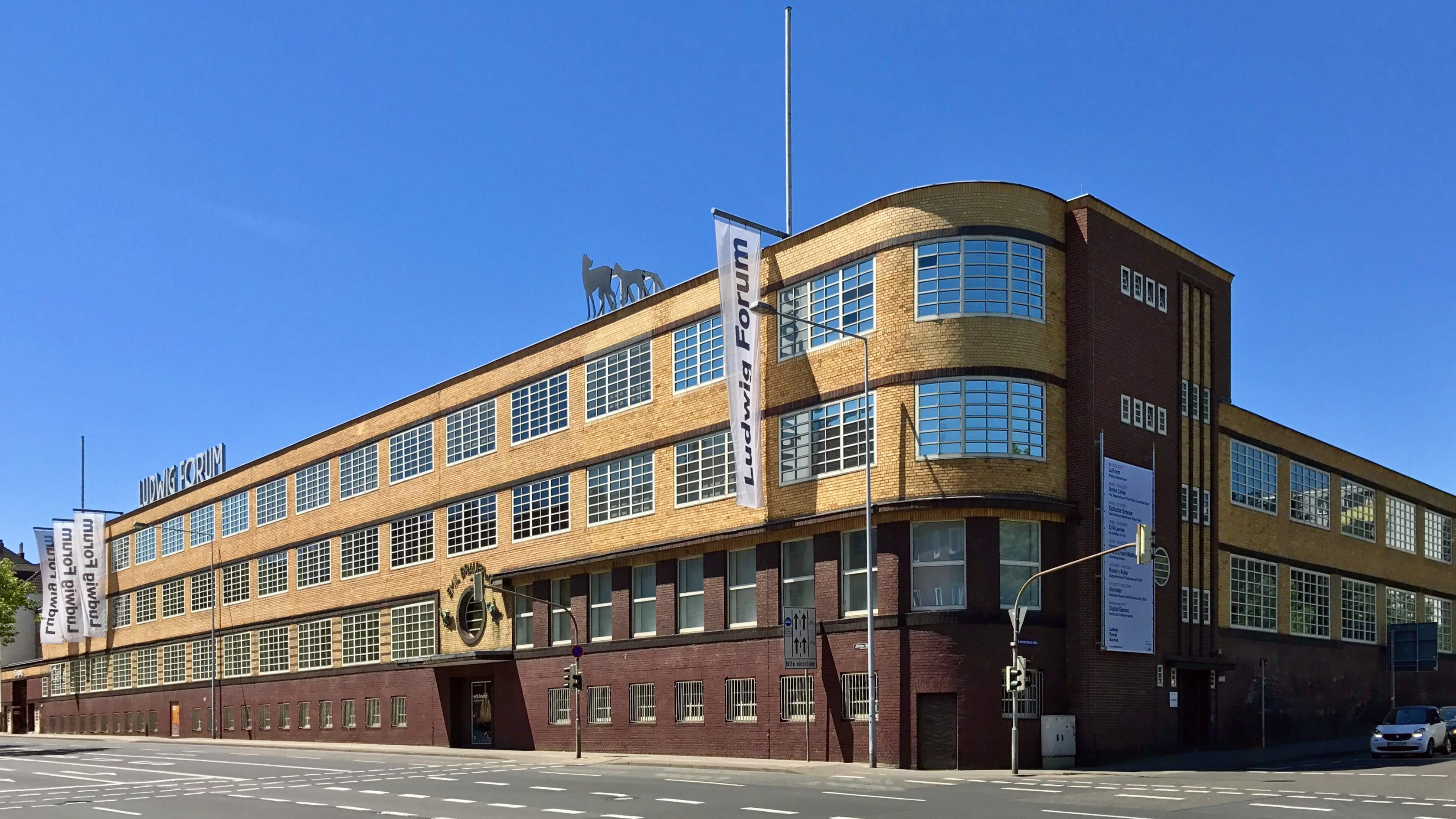
Schirmfabrik Emil Brauer in Aachen

Die Schirmfabrik Brauer ist ein Unternehmen zur Regenschirmproduktion mit Sitz in Aachen-Eilendorf. Es wurde 1882 gegründet und hatte ab 1928 seine Produktionsstätte an der Jülicher Straße 97–109, Ecke Lombardenstraße in einem neuen im Bauhausstil erbauten Fabrikgebäude. Im Jahr 1984 zog das Unternehmen stark verkleinert nach Eilendorf und übertrug das Aachener Fabrikgebäude der Stadt, die es unter Denkmalschutz stellen ließ. Nach entsprechenden Sanierungs- und Umbaumaßnahmen zog 1991 dort das Ludwig Forum für Internationale Kunst ein.

## Geschichte
Angeregt durch das relativ feuchte Aachener Klima mit seinen vielen Regentagen im Jahr entschloss sich 1882 der Unternehmer Emil Brauer senior, eine Werkstatt zur Produktion von Regenschirmen mit angeschlossenem Verkaufsladen in der Adalbertstraße 44/2 zu eröffnen. Bereits zwei Jahrzehnte später war der Umsatz derart gewachsen, dass Brauer 1913 in eine größere Fabrikanlage in der Peterstraße 48 umziehen musste. Diese war ausschließlich auf Endfertigung spezialisiert und die einzelnen Bestandteile wie Gestell, Stock, Knauf und der Schirmstoff wurden bei Spezialfirmen eingekauft, auf Lager gehalten und dann nach Bedarf zusammengesetzt. Anfang der 1920er-Jahre lagerte Brauer bis zu zwei Millionen Meter Schirmstoffe, 60.000 Dutzend Schirmgriffe und -stöcke und bis zu 30.000 Schirmgestelle sowie bis zu 70.000 fertige Schirme in seinem Gebäude.
Da mittlerweile die Produktionsstätte in der Peterstraße den Anforderungen nicht mehr genügte, gaben Emil junior und Artur Brauer, die Söhne von Emil Brauer senior und seine Nachfolger in der Geschäftsleitung, den Bau eines neuen Fabrikgebäudes in Auftrag, das neben großen Lager- und Verkehrsflächen auch Ateliers und Räume für Musterausstellungen bereitstellen sollte. Dieses ließen sie nach Plänen von Josef Bachmann und Alexander Lürken, die zuvor Brauers Villa Haus Ficht saniert hatten, auf dem Gelände der vormaligen Dampfkesselfabrik Piedbœuf in der Jülicher Straße errichten. Im Dezember 1928 konnte die neue Fabrik eröffnet und das alte Fabrikgebäude in der Peterstraße veräußert werden.
Unabhängig von Weltwirtschaftskrise, Zweitem Weltkrieg und den anschließenden Aufbaujahren konnte die Produktion auf hohem Niveau gehalten werden. Die Schirmfabrik Brauer fertigte in ihren besten Jahren mit ihren mehr als 1000 Mitarbeitern und mit Hilfe moderner Produktionstechnik über 10.000 Schirme pro Tag an, was einem deutschen Marktanteil von zeitweise bis zu 40 % entsprach. Das neuartige Fabrikgebäude selbst wurde zusätzlich als vielfältiges Werbemittel eingesetzt und beispielsweise als Modell auf Messen präsentiert oder in Anzeigen abgebildet.
Erst in den 1970er-Jahren musste durch die Konkurrenz aus Ostasien die Produktion zunächst zurückgefahren und schließlich 1984 in der Jülicher Straße eingestellt werden. Der alte Stammsitz wurde der Stadt Aachen übertragen, die nach entsprechenden Umbauarbeiten dort das Ludwig Forum für Internationale Kunst einrichtete. Das Unternehmen selbst ging unter Beibehaltung des Traditionsnamens in der 1971 gegründeten „Texa GmbH“ (Textil- und Handelsgesellschaft mbH) auf und zog in ein kleineres Betriebsgebäude auf dem Zieglersteg 12 im Eilendorfer Gewerbegebiet. Dort werden seitdem in reduzierten Auflagen weiterhin Taschenschirme für Damen und Herren sowie Kinder-, Werbe- und Sonderschirme unter anderem mit den Lizenzmarken „bugatti“, „Bernd Berger Umbrellas“ oder „Viventy Umbrellas“ angefertigt. Es können bis zu einer Million Schirme gelagert und weiterhin der gesamte deutsche Markt beliefert werden. Darüber hinaus betrieb Brauer von 1980 bis 1998 einen Verkaufsladen in der Aachener Hartmannstraße und betreibt seit 1990 einen weiteren in der Jülicher Straße 51, unweit des ehemaligen Stammsitzes.

## Gebäude
Das Gebäude der ehemaligen Schirmfabrik Brauer wurde 1928 nach Plänen des Architekturbüros Josef Bachmann und Alexander Lürken im Stil der Neuen Sachlichkeit errichtet und ist durch seine speziellen Ausführungen dem Bauhausstil angelehnt. Bei dem Gebäude handelt es sich um einen zwei- und zur Straßenseite hin dreigeschossigen vierflügeligen Komplex in Stahlbeton-Skelettbauweise mit 17 zu 14 Achsen auf quadratischer Grundfläche. Mit seinen abgerundeten Ecken und den umlaufenden dunklen Gesimsen orientierte sich Bachmann an Vorlagen von Erich Mendelsohn. Das Gebäude wurde auf einem hohen Sockelgeschoss hochgezogen, das die Straßenneigung ausgleicht und das Untergeschoss zur Hochparterre macht. Die Gebäudeflügel besitzen ein durchgehendes Flachdach und der als Produktionshalle genutzte rund 3000 m² große Innenhof ist mit einem Sheddach ausgestattet. Die Fassaden sind auf den Geschossebenen gelb sowie auf der Sockelebene rot verklinkert. Markant sind die großen querrechteckigen Sprossenfenster, die für eine ausreichende Lichtdurchflutung in den Innenräumen sorgen, sowie das große Rundfenster über dem ehemaligen Haupteingang. In den Obergeschossen der Seitenflügel waren die Lagerräume und im dreigeschossigen Flügel zur Straßenfront die Werkstätten, Büros sowie die Ausstellungsräume für Händler und Vertreter untergebracht.
Im Rahmen der Übergabe an die Stadt Aachen wurde der Komplex durch den Architekten Fritz Eller für 30 Millionen DM saniert und den Bedürfnissen eines modernen Museums angepasst. Dazu wurden die ehemalige Produktionshalle und die Flügel in unterschiedlich große und teils mehrgeschossige Ausstellungsräume sowie Räume für Seminare, Bibliothek und Gastronomie umgebaut und mittig der ehemaligen Produktionshalle eine quadratische Vertiefung als Aktionsraum eingelassen. Am 27. Juni 1991 wurde das Gebäude als „Ludwig Forum für moderne Kunst Aachen“ feierlich eröffnet.
Bereits seit 1987 fand das Gebäude offiziell Aufnahme im neuen Denkmälerverzeichnis der Stadt Aachen, nachdem es bereits zehn Jahre zuvor schon als „3geschossiger Skelettbau mit abgerundeten Ecken und Flachdach; die Fassaden gelb verklinkert, der Sockel mit roten Klinkern verblendet“ charakterisiert worden war.